# Huttonaea
Huttonaea là một chi thực vật có hoa trong họ, Orchidaceae.